# Кэмпбелл, Дункан (художник)
Дункан Кэмпбелл (англ. Duncan Campbell; род. 1972) — ирландский видеохудожник. Лауреат премии Тёрнера 2014 года.

## Биография
Кэмпбелл родился в Дублине и учился в школе Саттон Парк, затем поступил в Ольстерский университет, где получил степень бакалавра в 1996, и в Школу искусств Глазго, где получил степень магистра искусств в 1998 году. Он родился в богатой семье и является наследником состояния в 60 миллионов евро. Его отец, Пэдди Кэмпбелл, бизнесмен, ставший скульптором, построил успешную кейтеринговую компанию, которая была в конечном итоге куплена Арамарком за 64,5 млн евро. Его родители фигурируют в списке богатых Sunday Independent в течение нескольких лет.

## Творчество
В 2008 году он был удостоен премии Bâloise. В 2013 году Кэмпбелл был одним из трёх художников, выбранных для представления Шотландии на Венецианской биеннале.
1 декабря 2014 года было объявлено, что он стал обладателем премии Тёрнера 2014 года за произведение «Это для других» (англ. It for Others) — видеоработу, которая отражает африканское искусство и включает хореографическую композицию, вдохновлённую идеями Карла Маркса.